# Кырова
Кырова — упразднённая в 2023 году деревня в составе Юрлинского муниципального округа в Пермском крае Российской Федерации.

## Название
Первоначально — деревня Янчер.

## География
Деревня находится при автодороге 57К-0073, примыкает с севера к селу Юрла.

## Климат
Климат умеренно континентальный. Основные черты температурного режима: холодная продолжительная зима; прохладное лето; частые колебания погоды в весенне-летний периоды; резкие годовые и суточные колебания температуры воздуха. Наиболее холодный месяц — январь со среднесуточной температурой −15,7 °C, наиболее тёплый — июль со среднемесячной температурой +17,6 °C. Продолжительность безморозного периода 110 дней.

## История
Деревня известна с 1748 года как деревня Янчер.
До 2020 г деревня входила в состав Юрлинского сельского поселения Юрлинского района. После упразднения обоих муниципальных образования непосредственно входит в Юрлинский муниципальный округ.
Упразднена в декабре 2023 года как фактически слившаяся с селом Юрла.

## Население
| 2010 |
| ---- |
| 99   |

Постоянное население составляло 82 человек (93 % русские) в 2002 году, 99 человек в 2010 году.

## Инфраструктура
Личное подсобное хозяйство с зоной сельскохозяйственного использования, индивидуальная застройка усадебного типа.

## Транспорт
Деревня доступна автотранспортом. 